# Ulica Pawia w Lublinie
Ulica Pawia – ulica w Lublinie, o długości 1,11 km biegnąca na północny wschód. Przebiega przez dzielnice Dziesiąta i Kośminek i jest jedną z głównych ulic tych dzielnic.

## Przebieg
Ulica odchodzi z prawej strony pod ostrym kątem od ul. Nowy Świat, dalej krzyżuje się z ul. Kunickiego. Potem odchodzi od niej ul. Piaskowa, którą można wyłącznie wyjechać do ul. Kunickiego. Od Nowego Światu do Piaskowej ulica jest jednokierunkowa. Dalej ulica biegnie przez most na Czerniejówce i przekracza granicę administracyjną dzielnic Dziesiąta i Kośminek, za 40 m krzyżuje się z ul. Wspólną, a za kolejne 85 m odchodzi od niej z prawej strony ul. Sosnowa. Dalej krzyżuje się z ul. Żelazną, a odchodzi od niej z prawej strony następnie ul. Stalowa. Dalej krzyżuje się z ul. Długą. 130 metrów od skrzyżowania główna droga skręca w lewo jako ul. Lotnicza, natomiast Pawia odchodzi w prawo i służy jako lokalny dojazd i parking, jest tam przerwana na kilka metrów, dalej krzyżuje się z ul. Olchową i wpada do ul. Elektrycznej.

## Zabudowa
Na odcinku między Nowym Światem a ul. Kunickiego znajduje się zwarta zabudowa kamienic, w dalszej części ulicy zabudowa jest bardziej rozproszona i głównie jednorodzinna, szczególnie w okolicach Czerniejówki. Na Kośminku przy ulicy znajduje się zwarta zabudowa jednorodzinna, a na rogu z ul. Żelazną znajduje się sklep, który został założony już zapewne przed II wojną światową.

## Historia
Ulicę włączono w granice miasta dnia 15 października 1916 r. na polecenie austro-węgierskiego generała-gubernatora wraz z dzielnicą Kośminek.

## Remont
W 2019 r. zerwano most na Czerniejówce ze względu na zły stan techniczny. Nowy most po remoncie został oddany do użytku 20 grudnia 2019 roku. Przebudowano także skrzyżowanie z ul. Wspólną i ul. Piaskową. Nowy most ma konstrukcję ramową i jest wsparty na 12 palach. Ma długość ok. 22 metrów i szerokość 16 metrów.

## Zabytki
- Dom pod nr 2, murowany, budowa lata 20. XX wieku
- Dom pod nr 14, murowany, budowa lata 20. XX wieku
- Dom pod nr 15, murowany, budowa ok. 1925
- Dom pod nr 59, murowany, budowa 1932[4]

## Komunikacja miejska
Dawniej autobusy kursowały przez odcinek między ul. Długą a ul. Kunickiego, ale od budowy ul. Dywizjonu 303 nie kursowały. Przy ulicy znajduje się 1 przystanek. W grudniu 2019 roku, po przebudowie mostu, przywrócono kursowanie autobusu nr 3.